# 百慕達聖公會
百慕達聖公會 （页面存档备份，存于）是由十二個牧區組成 ，是普世聖公宗的一部分，但不是教省部分。現時，白帕德主教（Patrick White） （页面存档备份，存于）監督該島的事工。

## 主教
- 1839年至1844年　奧布雷．喬治斯．賓塞（Aubrey George Spencer）
- 1844年至1876年　愛德華．費爾德（Edward Feild）
- 1876年至1877年　詹姆斯．巴特勒．凱利（James Butler Kelly）
- 1877年至1917年　盧埃林．瓊斯（Llewellyn Jones）
- 1918年至1842年　白威廉（William White）
- 1918年至1925年　克拉倫登．小羊．沃雷爾（Clarendon Lamb Worrell）
- 1925年至1948年　阿瑟．希伯．布朗（Arthur Heber Browne）（1864年至1951年）
- 1949至至1956年　約翰．阿瑟．傑戈（John Arthur Jagoe）（1889年至1962年）
- 1956年至1963年　安東尼．劉易斯．埃利奧特．威廉斯（Anthony Lewis Elliott Williams）（1892年至1975年）
- 1963至至1970年　約翰．阿姆斯特朗（John Armstrong）（1905年至1992年）
- 1970年至1976年　埃里克．約瑟夫．特拉普（Eric Joseph Trapp）（1910年至1993年）
- 1976年　　　　　羅伯特．賴特．斯托福德（Robert Wright Stopford）（1901年至1976年）
- 1977年至1982年　安瑟倫．性別（Anselm Genders）（1919年至2008年）
- 1983年　　　　　懸空
- 1984年至1989年　基道．查理斯．斯穆爾（Christopher Charles Luxmoore）（1926年至今）
- 1990年至1996年　威廉．約翰．登比．毛（William John Denbigh Down）（1936年至今）
- 1996年至2008年　艾文．拉土（Ewen Ratteray）（1942年至今）
- 2009年至今　　　白帕德（Patrick White）

## 備註
1. ↑  普世聖公宗
2. ↑  百慕達聖公會官方網站　－　艾文．拉土主教照片